# Tea Gardens

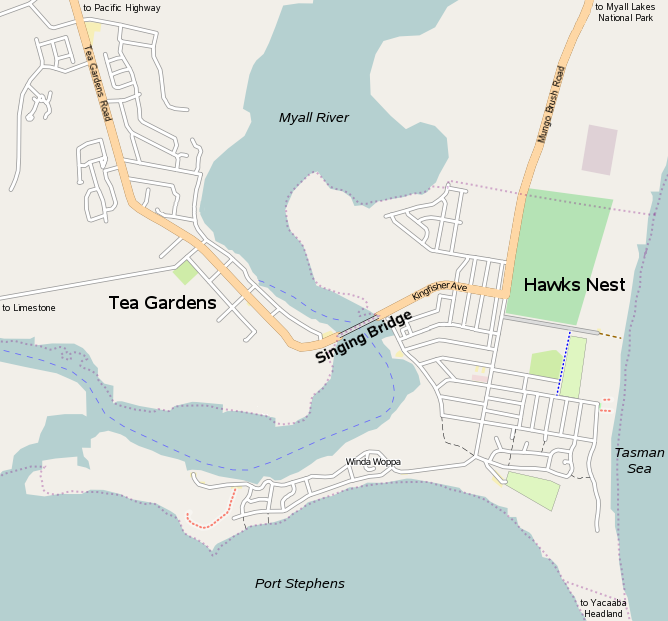
Karte von Tea Gardens und Hawks Nest

Tea Gardens ist eine Ortschaft im Great Lakes Council im Bundesstaat New South Wales in Australien. Sie liegt am Myall River und ist durch die Singing Bridge mit dem Nachbarort Hawks Nest verbunden.

## Geografie

### Lage
Tea Gardens liegt am westlichen Ufer des Myall River im Norden des großen Naturhafens Port Stephens nahe der Tasmansee. Die Ortschaft befindet sich etwa 220 km nördlich von Sydney und ist über eine etwa 10 km lange Straße an den Pacific Highway angebunden.
In der unmittelbaren Umgebung von Tea Gardens befindet sich eine Reihe geschützter Naturräume. Direkt südlich von Tea Gardens befindet sich auf einer kleinen Insel die Corrie Island National Reserve. Auf der gegenüber liegenden Seite des Myall Rivers beginnt etwa 8 km nördlich von Hawks Nest der südliche Teil des 44.000 Hektar großen Myall-Lakes-Nationalparks. Weiterhin sind weite Uferbereiche des Myall Rivers in der unmittelbaren Umgebung von Tea Gardens als Naturreservate deklariert.

### Klima
Tea Gardens liegt am nördlichen Rand der gemäßigten Klimazone Australiens und zeigt bereits Tendenz zu subtropischem Klima. Die mittleren Monatstemperaturen schwanken zwischen 8,4 °C (Juli) und 27,3 °C (Januar). Der Ort liegt am Rand eines ausgedehnten Feuchtgebiets (den Myall Lakes) und weist einen für Australien relativ hohen Jahresniederschlag von 1351,2 mm auf, der sich gleichmäßig auf die Jahreszeiten verteilt.

## Geschichte
Tea Gardens (ursprünglich „The Tea Gardens“ genannt) war Teil einer großen Landkonzession der Australian Agricultural Company aus dem Jahr 1824. Der genaue Ursprung des Ortsnamens ist unsicher, es wird aber vermutet, dass sie nach den (erfolglosen) Versuchen des Unternehmens, Tee anzubauen oder nach den vielen Teebäumen in der Gegend so benannt wurde.
Die frühen Siedler nutzten das Fluss- und Seensystem der Myall Lakes, um Holz zu verschiffen. Später kamen Betätigungsfelder wie Holzverarbeitung, Bootsbau, Ackerbau, Fischerei und Bergbau hinzu. Mit dem Rückgang der Holzindustrie in den späten 1880er Jahren fiel daraufhin auch die Bevölkerungszahl.
Im Jahr 1921 wurden die ersten Besiedlungsflächen in Tea Gardens und Hawks Nest öffentlich ausgewiesen. Ein Fährbetrieb zwischen den beiden Orten nahm 1928 den Betrieb auf. Jedoch erst mit dem Beginn von kommerziellem Sandabbau in der Gegend in den 1960er Jahren begannen die beiden Orte wieder an Bedeutung zu gewinnen. Es wurden Touristenstraßen gebaut und 1974 ersetzte die Singing Bridge den Fährbetrieb.
Heute hat Tea Gardens gut 2.800 Einwohner. Die mittlerweile wichtigste Einkommensquelle ist der Tourismus. Hierbei spielt die Nähe zu den Stränden von Hawks Nest und zum Myall-Lakes-Nationalpark sowie die guten Fischfanggelegenheiten eine zentrale Rolle. Zudem gibt es Fährverbindungen und Touren nach Nelson Bay auf der südlichen Seite von Port Stephens, auf denen man Delfine beobachten kann.